# Grajaú (Maranhão)
Grajaú es un municipio del estado de Maranhão, en Brasil, situado en la margen oriental del río Grajaú. Limita por el norte con Arame, por el nordeste con Itaipava, por el oriente con Barra do Corda, por el sur con Formosa da Serra Negra, por el occidente con Sítio Novo y por el noroeste con Amarante do Maranhão.
Las principales actividades económicas de Grajaú son la ganadería bovina, la agricultura del arroz y de la soya, las minas y la industria de yeso, la explotación de madera, la pesca y la piscicultura.
En el municipio se encuentran las tierras indígenas de Bacurizinho, Urucu-Juruá y Morro Branco, todas pobladas por los nativos Guayayara, y el 1,3% de Araribóia donde también viven los Awás.